# 普龍施陶湖

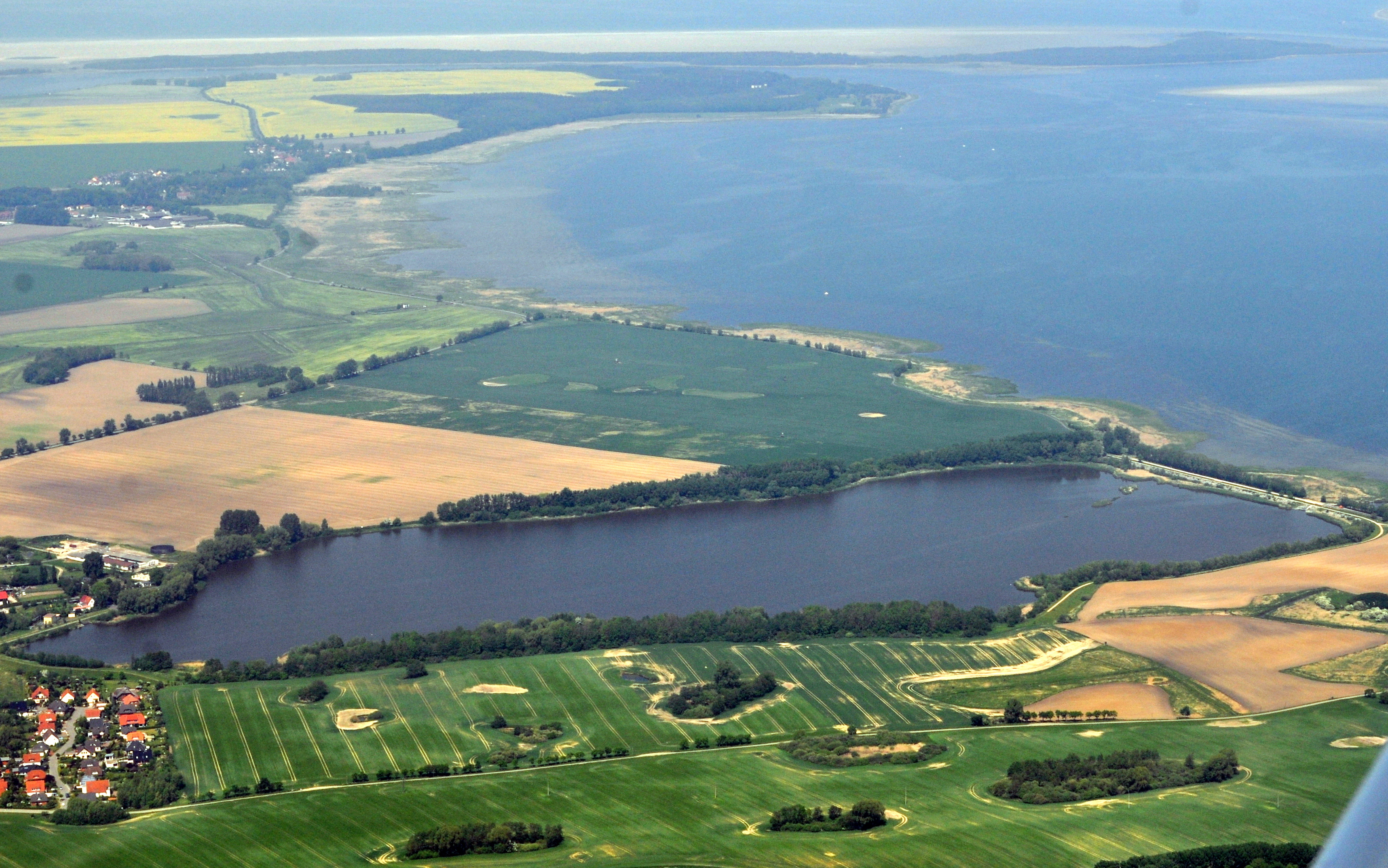

54°22′41.73″N 13°2′14.42″E / 54.3782583°N 13.0373389°E
普龍施陶湖（德語：Prohner Stausee），是德國的湖泊，位於該國東北部梅克倫堡-前波美拉尼亞州，由西波美拉尼亞-魯根郡負責管轄，長1.3公里、寬0.5公里，面積0.55平方公里，海拔高度3米，最大水深3米。